# Ariadne sulaensis
Ariadne sulaensis är en fjärilsart som beskrevs av James John Joicey och Talbot 1922. Ariadne sulaensis ingår i släktet Ariadne och familjen praktfjärilar. Inga underarter finns listade i Catalogue of Life.